# Откуда мы пришли? Кто мы? Куда мы идём?
«Откуда мы пришли? Кто мы? Куда мы идём?» (1897—1898; фр. D’où venons nous? Que sommes nous? Où allons nous?) — одна из наиболее знаменитых картин Поля Гогена. Созданная на Таити, в настоящее время находится в Музее изящных искусств в Бостоне, Массачусетс, США.

## Происхождение и история
Гоген отправился на Таити в 1891 году в поисках общества более природного и простого, чем его родное французское. В дополнение к нескольким другим созданным им картинам, которые выражают его индивидуалистическую мифологию, он начал эту картину в 1897 и закончил в 1898 году. Сам художник считал произведение возвышенной кульминацией своих размышлений. Закончив полотно, он пытался совершить самоубийство, приняв мышьяк, но доза оказалась слишком большой, и приступ сильнейшей рвоты спас ему жизнь.
Хранители Бостонского Музея изящных искусств, где картина находится в настоящее время, постоянно меняют свои записи об истории владения картиной по мере обнаружения новых фактов. В 1898 году Гоген отправил картину Джорджу Даниелю де Монфрейд в Париж. Затем она переходила и продавалась нескольким другим парижским и европейским торговцам и коллекционерам, пока не была куплена Галереей Марии Гарриман в Нью-Йорке в 1936 году. Бостонский Музей изящных искусств приобрёл её у Галереи Марии Гарриман 16 апреля 1936 года.
Картина выставлена в Музее изящных искусств (номер 36.270) в коллекции Томпкинса, часть Галереи Сидни и Эстер Рабб (которая демонстрирует европейское искусство 1870—1900 годов). Она приблизительно 1,5 м высотой и более 3,6 м длиной.

## Стиль и анализ
Гоген задумал покончить жизнь самоубийством после завершения этой картины, что он пытался сделать и ранее. Он указал, что картину нужно читать справа налево — три основные группы фигур иллюстрируют вопросы, поставленные в названии. Три женщины с ребёнком представляют начало жизни; средняя группа символизирует ежедневное существование зрелости; в заключительной группе, по замыслу художника, «старая женщина, приближающаяся к смерти, кажется примирившейся и предавшейся своим размышлениям», у её ног «странная белая птица… представляет бесполезность слов». Голубой идол на заднем плане, по-видимому, представляет то, что Гоген описал как «потусторонний мир». О полноте картины он сказал следующее: «Я верю, что это полотно не только превосходит все мои предыдущие, но и что я никогда не создам что-то лучше или даже похожее».
Картина является ключевой в новаторском постимпрессионистском стиле Гогена; его искусство подчёркивало чёткое использование красок и толстых мазков, принципов импрессионизма и в то же время стремилось передать эмоциональную или экспрессионистскую силу. Оно возникло вместе с другими авангардными течениями XX века, включая кубизм и фовизм.
Критик Андре Фонтена из Mercure de France считал, что аллегория была бы непроницаемой без надписи, и сравнил картину с работой Пьера Пюви де Шаванна «Между искусством и природой».

## Провенанс
В 1898 году Гоген отправил картину Жоржу-Даниэлю де Монфреду в Париж. Монфреду передал ее Амбруазу Воллару вместе с восемью другими тематически связанными картинами, отправленными ранее. Они были выставлены в галерее Воллара с 17 ноября по 10 декабря 1898 года. Выставка прошла успешно, хотя картина получила неоднозначные отзывы.
Шарль Морис безуспешно пытался собрать средства на покупку картины от имени Франции. Габриэль Фризо купил картину у Воллара за 2500 франков в 1901 году. Впоследствии Фризо продал картину в 1913 году галерее Барбазанж, которая продала ее в 1920 году норвежскому судовладельцу и коллекционеру произведений искусства Йоргену Бредеру Стангу. Он продал картину через Альфреда Голда в 1935 году, и она была куплена галереей Мари Харриман в Нью-Йорке в 1936 году. Музей изящных искусств в Бостоне приобрел ее у галереи Мари Харриман 16 апреля 1936 года.